# Pinguicula laueana
Pinguicula laueana este o specie de plante carnivore din genul Pinguicula, familia Lentibulariaceae, ordinul Lamiales, descrisă de F. Speta și Amp; F. Fuchs. Conform Catalogue of Life specia Pinguicula laueana nu are subspecii cunoscute.